# Christine Girard
Christine Girard (Elliot Lake, 3 gennaio 1985) è una sollevatrice canadese, vincitrice della medaglia d'oro a Londra 2012.
Quattro anni prima, alle Olimpiadi di Pechino 2008, vinse la medaglia di bronzo nella stessa categoria dei 63 kg.